# Mesoclemmys raniceps
Mesoclemmys raniceps é uma tartaruga de pescoço lateral encontrada na bacia do Amazonas e na bacia do Orinoco. Pouco se sabe sobre o ciclo de vida da tartaruga, mas há evidências de que as fêmeas podem botar uma ninhada de 4-8 ovos várias vezes ao ano. Os machos são geralmente menores que as fêmeas em comprimento. Os machos podem ser diferenciados das fêmeas pelas escamas brancas proeminentes que têm na borda externa da pele, que cobrem a tíbia. Os raníceps do Mesoclemmys podem ser identificados pela faixa preta em cada lado da cabeça, que se estende do focinho até os olhos e termina na extremidade externa, o tímpano.